# Randall Brenes
Pour les articles homonymes, voir Brenes (homonymie) et Moya.
Randall Brenes Moya est un footballeur international costaricien né le 13 août 1983 à San José. Actuellement dans le Championnat du Costa Rica avec le CS Cartagines, il évolue au poste d'attaquant ou de milieu offensif.

## Référence
1. ↑  (en) « Fiche de Randall Brenes », sur national-football-teams.com